# Una O'Connor
Pour les articles homonymes, voir O'Connor.
Una O'Connor, de son vrai nom Agnes Teresa McGlade, est une actrice irlandaise née le 23 octobre 1880 à Belfast en Irlande et morte le 4 février 1959 à New York. 

## Filmographie partielle
- 1930 : Dark Red Roses de Sinclair Hill
- 1930 : Meurtre (Murder) de Alfred Hitchcock
- 1931 : To Oblige a Lady de H. Manning Haynes
- 1933 : Cavalcade de Frank Lloyd
- 1933 : Timbuctoo de Walter Summers
- 1933 : Pleasure Cruise de Frank Tuttle
- 1933 : Horse Play de Edward Sedgwick
- 1933 : Mary Stevens, M.D. de Lloyd Bacon
- 1933 : L'Homme invisible (The Invisible Man) de James Whale
- 1934 : The Poor Rich de Edward Sedgwick
- 1934 : Orient Express de Paul Martin
- 1934 : All Men Are Enemies de George Fitzmaurice
- 1934 : Stingaree de William A. Wellman
- 1934 : Miss Barrett (The Barretts of Wimpole Street) de Sidney Franklin
- 1934 : La Passagère (Chained) de Clarence Brown
- 1934 : Father Brown, Detective de Edward Sedgwick
- 1935 : Le Mouchard (The Informer) de John Ford
- 1935 : La Fiancée de Frankenstein (The Bride of Frankenstein) de James Whale
- 1935 : David Copperfield (The Personal History, Adventures, Experience, and Observation of David Copperfield, the Younger) de George Cukor
- 1935 : Thunder in the Night de George Archainbaud
- 1935 : The Perfect Gentleman de Tim Whelan
- 1936 : Le Petit Lord Fauntleroy (Little Lord Fauntleroy) de John Cromwell
- 1936 : Suzy de George Fitzmaurice
- 1936 : Révolte à Dublin (The Plough and the Stars) de John Ford
- 1936 : Rose-Marie de W. S. Van Dyke
- 1936 : Le Pacte (Lloyds of London) de Henry King
- 1937 : Valet de cœur (Personal Property) de W. S. Van Dyke
- 1937 : Une journée de printemps (Call It a Day) de Archie Mayo
- 1938 : Les Aventures de Robin des Bois  (The Adventures of Robin Hood) de Michael Curtiz
- 1938 : Return of the Frog de Maurice Elvey
- 1939 : Nous ne sommes pas seuls (We Are Not Alone) de Edmund Goulding
- 1939 : All Women Have Secrets de Kurt Neumann
- 1940 : His Brother's Keeper de Roy William Neill
- 1940 : Rendez-vous à minuit (It All Came True) de Lewis Seiler
- 1940 : Lillian Russell de Irving Cummings
- 1940 : L'Aigle des mers (The Sea Hawk) de Michael Curtiz Miss Latham
- 1940 : He Stayed for Breakfast d'Alexander Hall
- 1941 : La Blonde framboise (The Strawberry Blonde) de Raoul Walsh
- 1941 : Son premier baiser (Her First Beau) de Theodore Reed
- 1941 : Kisses for Breakfast de Lewis Seiler
- 1942 : Always in My Heart de Jo Graham
- 1942 : Mon espion favori (My Favorite Spy) de Tay Garnett
- 1942 : Prisonniers du passé (Random Harvest) de Mervyn LeRoy
- 1943 : Et la vie recommence (Forever and a Day) (film collectif)
- 1943 : Vivre libre (This Land is Mine) de Jean Renoir
- 1943 : Holy Matrimony de John M. Stahl
- 1943 : L'Exubérante Smoky (Government Girl) de Dudley Nichols
- 1944 : Le Fantôme de Canterville (The Canterville Ghost) de Jules Dassin
- 1944 : Mon ami le loup (My Pal Wolf) d'Alfred L. Werker
- 1945 : Joyeux Noël dans le Connecticut (Christmas in Connecticut) de Peter Godfrey
- 1945 : Les Cloches de Sainte-Marie (The Bells of St. Mary's) de Leo McCarey
- 1946 : La Folle ingénue (Cluny Brown) d'Ernst Lubitsch
- 1946 : L'Emprise (Of Human Bondage), d'Edmund Goulding
- 1946 : Child of Divorce de Richard Fleischer
- 1946 : The Return of Monte Cristo de Henry Levin
- 1947 : Unexpected Guest de George Archainbaud
- 1947 : Dernière lune de miel (Lost Honeymoon) de Leigh Jason
- 1947 : Le Crime de Madame Lexton (Ivy) de Sam Wood
- 1947 : Mon chien et moi (Banjo) de Richard Fleischer
- 1947 : L'assassin ne pardonne pas (The Corpse Came C.O.D.) de Henry Levin
- 1948 : Fighting Father Dunne de Ted Tetzlaff
- 1948 : Les Aventures de Don Juan (The Adventures of Don Juan) de Vincent Sherman
- 1951 : Tales of Tomorrow (série tv)
- 1952 : Ha da venì... don Calogero de Vittorio Vassarotti
- 1957 : Témoin à charge (Witness for the Prosecution) de Billy Wilder